# كنيسة معلول الكاثوليكية
الكنيسة الكاثوليكية في معلول (بالعبرية: הכנסייה הקתולית‏)، أو كنيسة معلول الكاثوليكية هي كنيسة كاثوليكية موجودة في قرية معلول الفلسطينية المهجرة، في شمال فلسطين.

## موقع الكنيسة
تقع الكنيسة في قرية معلول التي تنهض على الجهة الشمالية لوادي المجيدل قبالة قرية المجيدل. كان في الماضي طريق فرعية تربط القرية بالطريق الرئيسي الناصرة- حيفا.

## التاريخ
تم ترميم الكنيسة في عام 2011، وتم ترميم الكنيسة اليونانية الأرثوذكسية والمسجد، هذه المباني هو كل ما تبقى من قرية معلول العربية الفلسطينية القديمة المهجرة، التي كانت تقع على بعد بضعة كيلومترات غرب مدينة الناصرة والتي تشكلت ونشأت بشكل رئيسي من قبل الفلسطينيين المسيحيين حتى عام 1948، عندما تم تدميرها خلال حرب فلسطين 1947-1949.
يقوم أحفاد السكان الأصليين لقرية معلول بإدارة الكنيسة.

## انظر أيضًا

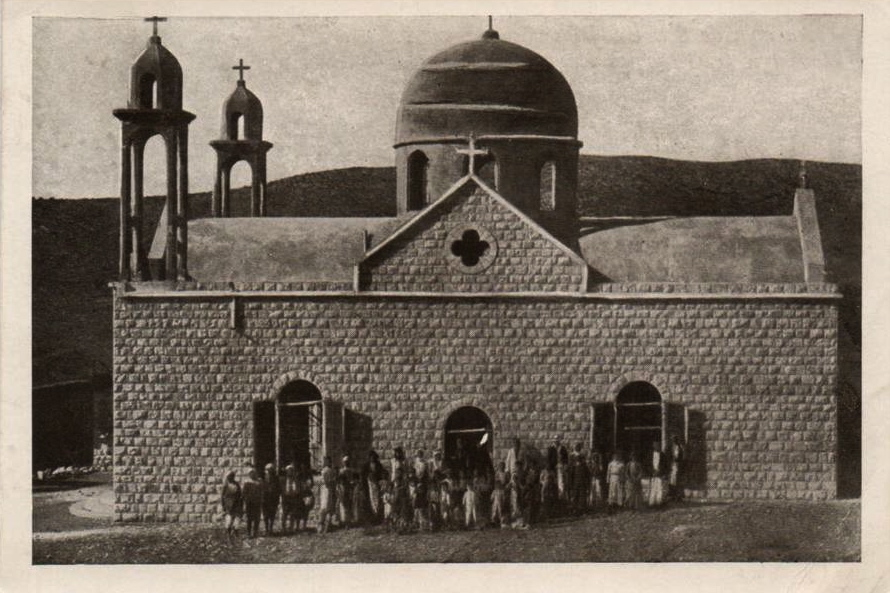
الكنيسة في أواخر سنوات الثلاثينيات